# Liometopum goepperti
Liometopum goepperti é uma espécie de formiga do gênero Liometopum.